# 高葶韭
高葶韭（学名：Allium obliquum）为葱科葱属的植物。分布于欧洲、俄罗斯西伯利亚、中亚地区以及中国大陆的新疆自治区等地，生长于海拔1,300米至2,000米的地区，常生于草地以及山坡林地，目前已由人工引种栽培。